# Lanthanosuchus
Lanthanosuchus is een geslacht van uitgestorven parareptielen uit het Laat-Perm. Het werd gevonden in Isheevo in Tatarstan. Lanthanosuchus had een lengte van vijfenzeventig centimeter.

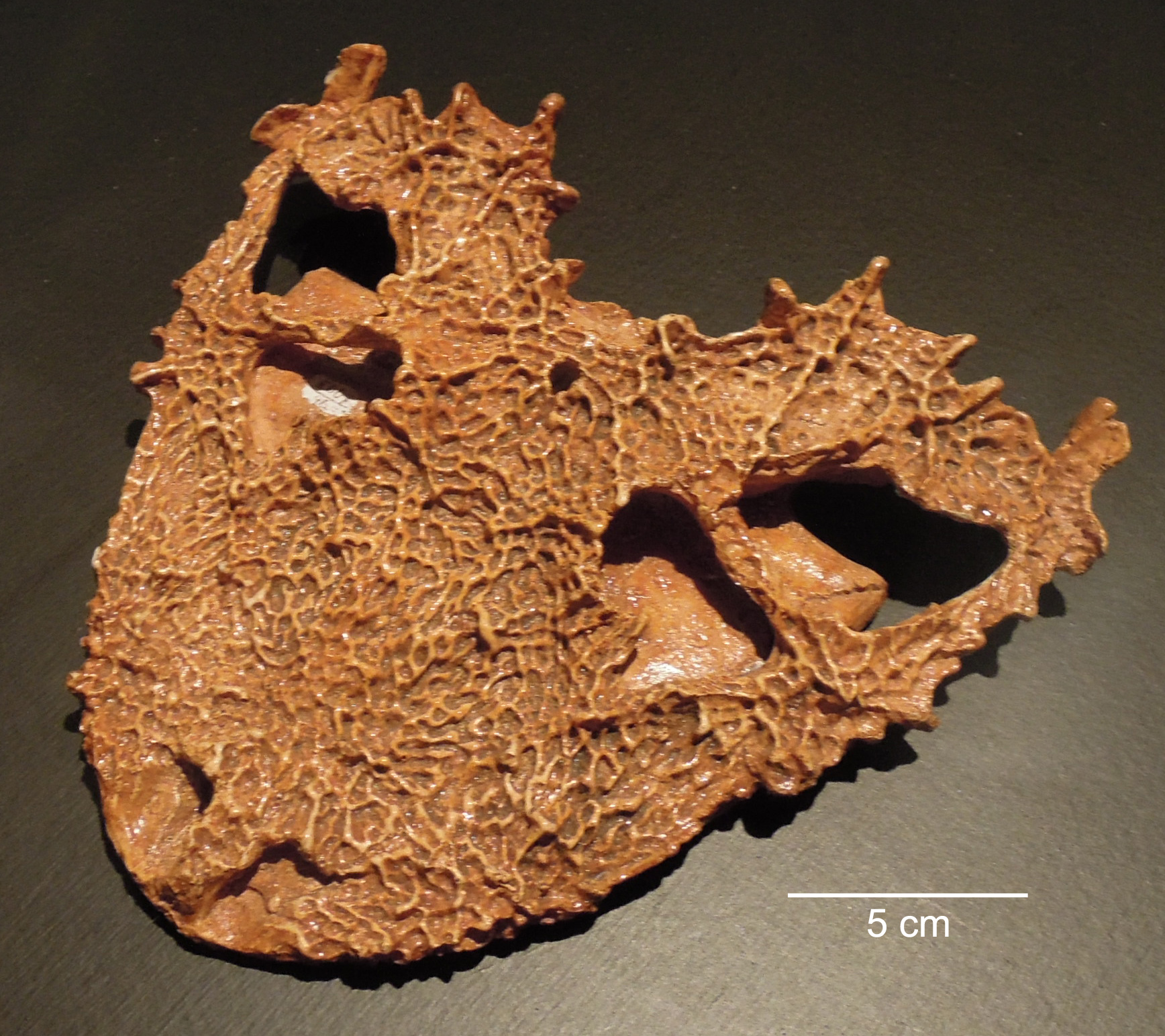
De schedel

De typesoort Lanthanosuchus watsoni werd in 1946 benoemd door Efremow. De geslachtsnaam betekent 'de vergeten krokodil' omdat de fossielen in oude collecties waren aangetroffen. De soortaanduiding eert David Meredith Seares Watson.
Het holotype PIN 271/1 werd op de linkeroever van de Oelema gevonden in een laag uit het Capitanien. Het bestaat uit een skelet met schedel.
Efremow benoemde in 1946 nog een tweede soort: Lanthanosuchus qualeni. De soortaanduiding eert Friedrich Wangenheim von Qualen die de fossielen in de negentiende eeuw verzamelde. Deze soort wordt tegenwoordig als een nomen dubium beschouwd.